# Papyrus 66
Papyrus 66 ({\displaystyle {\mathfrak {P}}^{66}}) (Papyrus Bodmer II) is een bijna complete codex (boek) van het Evangelie volgens Johannes, en maakt deel uit van de verzameling die wordt aangeduid met Bodmer Papyri.

## Herkomst van de Bodmer papyri
De Bodmer Papyri zijn in 1952 gevonden in Pabau bij Dishna, Egypte, het eeuwenoude hoofdkwartier van de Pachomiaanse monnikenorde; de plek van ontdekking is niet ver van Nag Hammadi. De handschriften werden stiekem verzameld door een Cyprioot, Phokio Tano uit Caïro, en vervolgens met succes naar Zwitserland gesmokkeld. Daar werden ze gekocht door Martin Bodmer (1899-1971). Vanaf 1954 werd de serie Papyrus Bodmer uitgegeven, met voetnoten, inleiding en Franse vertaling. De verzameling bevat naast evangeliën ook klassieke (Homerus) en apocriefe teksten.

## Inhoud en datering
Papyrus 66 (Bodmer II) bevat Johannes 1:1-6:11, 6:35b-14:26, 29-30; 15:2-26; 16:2-4, 6-7; 16:10-20:20, 22-23; 20:25-21:9, 12, 17. Het is een van de oudste bekende handschriften van het Nieuwe Testament; het is geschreven in het midden van de 2e eeuw.
Een van de interessante eigenschappen van Papyrus 66 is het ontbreken van het gedeelte over de vrouw die op overspel betrapt was (7:53-8:11). Dit maakt Papyrus 66 tot de vroegste getuige voor de stelling dat dit verhaal waarschijnlijk niet tot het oorspronkelijke Evangelie volgens Johannes heeft behoord. Het manuscript gebruikt consequent de afkortingen van de Namen van God en van Jezus (Nomina sacra).

## Bewaarplaats en beschrijving
Papyrus 66 wordt bewaard in Cologny, even buiten Genève, Zwitserland: Bibliotheca Bodmeriana. Papyrus 66 bevat 39 folios (78 bladen, 156 bladzijden), de bladen zijn 14.2 cm x 16.2 cm groot en bevatten ruwweg 15-25 regels per bladzijde.
Afgaande op recente onderzoeken die gedaan zin door de papyrusdeskundige Karyn Berner en Philip Comfort, is het onmiskenbaar dat er drie personen aan P66 gewerkt hebben: de oorspronkelijke, professionele schrijver, een doorlopende corrector en een toegevoegde corrector.
Een afschrift van elke bladzijde van P66 vindt men in het boek dat genoemd wordt in noot 3, bladzijde 388-486.